# Synchlora bidentifera
Synchlora bidentifera là một loài bướm đêm trong họ Geometridae.